# Тарасовка (Скадовский район)
Тарасовка (укр. Тарасівка) — село в Скадовской городской общине Скадовского района Херсонской области Украины.
В 2022 году, во время вторжения России в Украину, село было оккупировано ВС РФ.
Почтовый индекс — 75704. Телефонный код — 5537. Код КОАТУУ — 6524784501.

## Население
Население по переписи 2001 года составляло 1114 человек.

### Языковой состав
Родной язык населения по данным переписи 2001 года:
| Язык       | Численность, чел. | Доля     |
| ---------- | ----------------- | -------- |
| Украинский | 1 001             | 89,86 %  |
| Русский    | 90                | 8,08 %   |
| Другое     | 23                | 2,06 %   |
| Итого      | 1 114             | 100,00 % |

## Местный совет
75751, Херсонская обл., Скадовский р-н, с. Тарасовка, ул. Черноморская, 51